# Alain Jessua
Alain Jessua (* 16. Januar 1932 in Paris; † 30. November 2017 in Évreux, Département Eure) war ein französischer Filmregisseur, Drehbuchautor, Produzent, Komponist und Schriftsteller, der zwischen den Jahren 1956 und 1997 in verschiedenen Genres im französischen Kino Regie führte.

## Leben und Karriere
Jessua, 1932 in Paris geboren, war Student in Lyon und Paris. Nach seinem Baccalaureat-Abschluss in Philosophie wurde er Regieassistent unter Jacques Becker, der 1952 gerade den Film Goldhelm (Casque d'or) drehte. Jessua fand großen Gefallen an der Filmarbeit und arbeitete akribisch weiter als Assistent, nutzte in den folgenden Jahren seine Erfahrungen bei namhaften französischen Regisseuren und Filmen wie Frl. Nitouche (Mam'zelle Nitouche) (1954), inszeniert von Yves Allégret, oder Lola Montez (Lola Montès) (1955) von Max Ophüls, um 1957 die ersten Gehversuche mit dem eigenen Kurzfilm Léon la lune zu machen. Seine Lehrjahre endeten im Jahre 1960 mit Marcel Carnés „Gefährliches Pflaster“ (Terrain vague).
1964 übernahm er dann bei Das umgekehrte Leben (La vie à l'envers), einem Drama mit Charles Denner und Anna Gaylor, zum ersten Mal selbst für eine große Kinoproduktion als Regisseur und Drehbuchautor die Verantwortung. Der Film wurde ein großer intellektueller Erfolg. Ein Goldener Löwe für das Beste Erstlingswerk in Venedig war für Alain Jessua der Lohn für Mut und jahrelange akribische Vorbereitung und Arbeit.
Drei Jahre später, 1967, inszenierte er mit Mordgeschichten (Jeu de massacre) einen leichteren, aber nicht weniger intelligenten Stoff, es handelt sich um eine Abenteuerkomödie mit Jean-Pierre Cassel und Claudine Auger. Erneuter Lohn der Mühe: Die Goldene Palme, den "Prix du scénario", in der Kategorie Internationale Filmfestspiele von Cannes/Bestes Drehbuch für Alain Jessua.
Als unabhängiger Filmemacher benötigte er fünf weitere Jahre der Vorbereitung für den Psychothriller Der Schocker (dt. Fernsehtitel Der Preis für ein Leben, Originaltitel Traitement de choc), eine italienisch-französische Co-Produktion mit Alain Delon und Annie Girardot in den Hauptrollen und nach einem Drehbuch von Roger Curel und Alain Jessua selbst in Szene gesetzt, sogar die Filmmusik zum Film komponierte Jessua selbst.
Der Schocker ist kommerziell vermutlich sein bekanntester Film und wurde von der Kritik sehr positiv besprochen:

### Kritiken
„Eine reiche, vereinsamte Fabrikantin begibt sich aus Angst vor dem Alter in eine mondäne Frischzellenklinik, wo sie in einen Kreis angesehener Leute gerät, die ihre Verjüngungskuren auf Kosten der Organe junger Bediensteter durchführen lassen. Als die Patientin die verbrecherische Praxis aufzudecken beginnt, versucht man, ihr einen Mord anzuhängen. Ausgezeichneter Psychokrimi mit ungewöhnlicher Zeit- und Gesellschaftskritik.“

Nach der positiven Resonanz auf Der Schocker arbeitete Jessua 1977 erneut mit Alain Delon in dem Krimi „Die letzte Warnung“, weiterer dt. Titel „Der Erpresser“ (Armaguedon) zusammen. In weiteren Rollen spielten Jean Yanne und Renato Salvatori.
1979 folgte das Drama Die Hunde (Les chiens) mit Gérard Depardieu, Victor Lanoux und Fanny Ardant. Anschließend die beiden Komödien Brainwash – Ein Mann in Bestform (Paradis pour tous), besetzt mit den Schauspielern Patrick Dewaere und Jacques Dutronc und 1984 Der Spion, der in die Hölle ging (Frankenstein 90) mit Jean Rochefort als Victor Frankenstein.
Mit Michel Serrault und Nathalie Baye in Mord-Skizzen (En toute innocence) kehrte Jessua 1988 ins dramatische Fach zurück.
Der Thriller Les couleurs du diable, mit Wadeck Stanczak und Ruggero Raimondi, der in Deutschland keinen Verleih finden konnte, war seine letzte Arbeit für das Kino.
Nach seiner Arbeit an Les couleurs du diable zog sich Jessua aus dem aktiven Filmgeschäft zurück und verlegte sich ganz auf das Schreiben von Büchern.

## Bücher
- 1973: Traitement de choc, (Roman), Alain Jessua, Editions Seghers 1973, 198 Seiten, ISBN 978-2-232-11578-3
- 1999: Crêvecoeur, (Roman), Alain Jessua, Editions Jean Claude Lattès 1999, 222 Seiten, ISBN 978-2-7096-1940-0
- 2003: Ce sourire-la, (Roman), Alain Jessua, Editions Jean Claude Lattès 2003, 198 Seiten, ISBN 978-2-7096-2456-5
- 2005: Bref séjour parmi les hommes, (Roman), Alain Jessua, Editions Rocher 2005, 182 Seiten, ISBN 2-268-05691-0
- 2007: La vie à l'envers, (Roman), Alain Jessua, Editions Leo Scheer 2007, 106 Seiten, ISBN 978-2-7561-0086-9
- 2008: Un jardin au paradis, (Roman), Alain Jessua, Editions Leo Scheer 2008, 236 Seiten, ISBN 2-7561-0125-7
- 2011: Petit ange, (Roman), Alain Jessua, Editions Leo Scheer 2011, 220 Seiten, ISBN 978-2-7561-0313-6

## Auszeichnungen
- 1957: Jean-Vigo-Preis für den Kurzfilm (Léon la lune)
- 1964: Goldener-Löwe-Preis für das Beste Erstlingswerk Internationale Filmfestspiele von Venedig für "Das umgekehrte Leben" (La vie à l'envers)
- 1967: Goldene-Palme-Preis "Prix du scénario" Internationale Filmfestspiele von Cannes/Bestes Drehbuch für Alain Jessua für "Mordgeschichten" (Jeu de massacre)

## Filmografie
- 1964: Das umgekehrte Leben (La vie à l'envers)
- 1967: Mordgeschichten (Jeu de massacre)
- 1973: Der Schocker (Traitement de choc) Dt. Fernseh-Titel: Der Preis für ein Leben
- 1977: Die letzte Warnung (Armaguedon)
- 1979: Die Hunde (Les chiens)
- 1982: Brainwash – Ein Mann in Bestform (Paradis pour tous)
- 1984: Der Spion, der in die Hölle ging (Frankenstein 90)
- 1988: Mord-Skizzen (En toute innocence)
- 1997: (Les couleurs du diable)

## Diskographische Hinweise
- 1973: Filmmusik zu (Traitement de choc) von Alain Jessua CAM (1992)[5]